# 후추목
후추목(--目, 학명: Piperales 피페랄레스[*])은 목련군의 목이다. 약모밀과 후추 등을 포함한다.

## 하위 분류
- 삼백초과(Saururaceae Rich. ex T.Lestib.)
- 쥐방울덩굴과(Aristolochiaceae Juss.)
- 후추과(Piperaceae Giseke)

## 계통 분류
다음은 목련군의 계통 분류이다.

|  | 카넬라목 |
|  |          |
|  | 후추목   |
|  |          |

|  | 녹나무목 |
|  |          |
|  | 목련목   |
|  |          |

|  | 카넬라목 |
|  |          |
|  | 후추목   |
|  |          |

|  | 녹나무목 |
|  |          |
|  | 목련목   |
|  |          |

2016년 APG IV 분류 체계에서는 쥐방울덩굴과, 후추과, 삼백초과를 포함하는 후추목을 속씨식물군 목련군 아래에 분류하며, 이는 2009년 APG III 분류 체계, 2003년 APG II 분류 체계 및 1998년 APG 분류 체계의 분류와 동일하다. 다만 APG III 및 그 이전 분류 체계에서 후추목 아래에 분류되었던 락토리스과(Lactoridaceae), 족도리풀과(Asaraceae), 히드노라과(Hydnoraceae)가 APG IV 분류 체계에서는 쥐방울덩굴과에 병합되었다.
1981년 크론퀴스트 분류 체계는 후추목을 목련문(Magnoliophyta[=속씨식물]) 목련강(Magnoliopsida[=쌍떡잎식물]) 목련아강(Magnoliidae) 아래에 분류했으며, 하위에 삼백초과(Saururaceae), 홀아비꽃대과(Chloranthaceae), 후추과(Piperaceae)를 두었다.
1964년 엥글러 분류 체계는 후추목을 관상식물문(Siphonogamae[=종자식물]) 속씨식물아문(Angiospermae) 쌍떡잎식물강(Dicotyledoneae) 이판화아강(Archychlamydeae) 아래에 분류했으며, 하위에 락토리스과(Lactoridaceae), 삼백초과(Saururaceae), 홀아비꽃대과(Chloranthaceae), 후추과(Piperaceae)를 두었다.
1935년 베트슈타인 분류 체계는 후추목을 속씨식물아문(Angiospermae) 쌍떡잎식물강(Dicotyledones) 이판화아강(Choripetalae) 무판화군(Monochlamydeae) 아래에 분류했으며, 하위에 후추과(Piperaceae)를 두었다.